# Milojka Žižmond Kofol
Milojka Žižmond Kofol (r. Simčič; psevdonim Milojka Krez), slovenska pisateljica, * 23. april 1948, Renče pri Novi Gorici.

## Življenje
Živi v Merljakih pri Renčah. Študirala je italijanščino in etnologijo na Filozofski fakulteti v Ljubljani in obiskovala tudi filmsko šolo v Ljubljani. Nekaj časa je bila zaposlena v tovarni Gostol, sicer pa je samostojna kulturna delavka.

## Literarno ustvarjanje
Piše novele, romane, dramska dela ter radijske igre. Kratke pripovedi pred natisom v zbirki objavlja v Naših razgledih, Sodobnosti, Dialogih, Primorskih srečanjih, Mladiki, Primorskih novicah in Mentorju. 
Njene radijske igre (npr. Koža in raze, 1984; Pisma, 1985; Nočni gost, 1985 ...) so bile l. 1991 predstavljene v ciklu trinajstih oddaj na radiu, za katere je prejela tri nagrade.
1984 je napisala dramo Odmiki, 1991 monodramo (za igralko) Moški za omaro. (COBISS)

## Literarne nagrade
- 1994 nagrada Naših razgledov za črtico Kaštelsko jutro
- 1986 nagrada revije Mladika

## Opomba
1. ↑  Cobiss te enote ne pozna.